# Čou Süan
Čou Süan (čínsky pchin-jinem Zhōu Xuán, znaky 周璇, rodným jménem Su Pchu čínsky pchin-jinem Sū Pú, znaky zjednodušené 苏璞, tradiční 蘇璞; 1. srpna 1918, Čchang-čou – 22. září 1957, Šanghaj) byla čínská zpěvačka a herečka populární zvláště ve 40. letech 20. století. Nazpívala více než 200 písní a hrála ve více než 40 filmech. Je jednou z nejznámějších postav čínské populární hudby.
Její původ byl velice záhadný a Čou po něm celý život marně pátrala. Až po její smrti biografové vypátrali, že jejím biologickým otcem byl narkoman (uživatel opia), který ji ve třech letech prodal do rodiny Wangů. Její jméno poté znělo Wang Siao-chung. Rodina ji však nakonec odložila a ona byla adoptována rodinou Čouů, žila pak pod jménem Čou Siao-chung. Ve třinácti letech připojila k rodinnému jménu Čou umělecký pseudonym „Süan“, což v překladu znamená „krásný drahokam“.
V roce 1932 se stala členkou Pěvecké a taneční skupiny Jasný měsíc, kterou vedl Li Ťin-chuej. Ve čtrnácti letech skončila na druhém místě v pěvecké soutěži v Šanghaji, kde si také prvně vysloužila přezdívku „zlatý hlas“ (金嗓子), která ji pak provázela celou kariéru. Hereckou dráhu nastoupila roku 1935. Velkým průlomem byl rok 1937, kdy ji režisér Jüan Mu-č’ obsadil do filmu Anděl z ulice (馬路天使). Ten z ní udělal celočínskou hvězdu. V letech 1946–1950 točila v Hongkongu, poté se vrátila do Šanghaje. Jejím manželem byl hudební skladatel Jen Chua.
Trpěla značně nevyrovnanou psychikou, několikrát byla hospitalizována v psychiatrické léčebně a pokusila se též vícekrát o sebevraždu. Během jednoho z pobytů v psychiatrické léčebně také zemřela, v 39 letech, pravděpodobně v důsledku encefalitidy. Na jejím zhroucení mohla mít podíl i Maova Kampaň proti pravičákům, která v té době probíhala. Její životní příběh je v Číně velmi populární, byl ztvárněn i v televizním seriálu Čou Süan s hongkongskou hvězdou Cecilií Cheungovou v hlavní roli. Proti seriálu ostře protestovala rodina ztvárněné zpěvačky, která se jím cítila očerněna.